# Benedetto Puccinelli
Benedetto Luigi Puccinelli (1808 - 1850) fue un botánico, y explorador italiano. Profesor de botánica; de 1830 a 1850 fue director del Jardín Botánico de Lucca.

## Algunas publicaciones
- 1841. Synopsis plantarum in agro lucensi sponte nascentium. Ed. Typis Bertinianis, 86 pp. en línea

## Eponimia
Género
- (Poaceae) Puccinellia Parl.[2]

Especies
- (Amaryllidaceae) Narcissus puccinellii Parl.[3]
- (Poaceae) Festuca puccinellii Parl.[4]